# Dobrodružný Simplicius Simplicissimus
Dobrodružný Simplicius Simplicissimus (1668, rozšířeno 1669, přepracováno 1671, Der abenteuerliche Simplicissimus Teutsch) je pikareskní román německého spisovatele Hanse Jakoba Christoffela von Grimmelshausena, považovaný za nejvýznamnější prozaické dílo období baroka. Román byl vydán pseudonymem German Schleifheim von Sulsfort, Grimmelshausenovo autorství zjistil Hermann Kurz až roku 1837.
Dílo, jehož plný název zní Dobrodružný Simplicius Simplicissimus, to jest Podrobný životopis podivného vaganta jménem Melchior Sternfels von Fuchshaim, totiž jak, kde, kdy a jakým způsobem přišel na svět, co v něm pozoruhodného a pamětihodného viděl, poznal, zkusil a zažil, jakož i to, proč jej zase dobrovolně opustil (Der Abentheuerliche Simplicissimus Teusch — Das ist: Die Beschreibung des Lebens eines seltsamen Vaganten — genannt Melchior Sternfels von Fuchshaim — wo und welcher gestalt Er nemlich in diese Welt kommen — was er darinn gesehen — gelernt — erfahren und außgestaden — auch warumb er solche wider frywillig quittirt) tvoří prvních šest knih Grimmelshausenových tzv. Simpliciánských spisů (Simplicianische Schriften), k jejichž dalším čtyřem svazkům patří:
- Vzdorosimplex aneb Sepsání života arcipodvodnice a poběhlice Kuráže Courasche (1669, Trutz Simplex oder Lebensbeschreibung der Erzbetrügerin und Landstörzerin), česky též jako Vojanda Libuška,
- Divous Skočdopole (1670, Der selt same Springinsfeld), česky též jako Soldát Skočdopole,
- Kouzelné ptačí hnízdo (první díl 1672, druhý díl 1675, Das wunderbarliche Vogelnest).

Děj románu je velmi bohatý s mnoha postavami a vedlejšími epizodami. Příběh je vyprávěn v první osobě s humorem, ironií a smyslem pro realismus, přičemž čtenáři se vypravěč jeví jako taškář i moralista, křesťan i cynik, poustevník i záletník, prosťáček i chlapík všemi mastmi mazaný. Postava Simplicissuma prochází v románu svým vnitřním vývojem, což nám také dokazuje to, že se v románu odráží typická linie pikarovského typu: hřích, lítost a pokání.
V Grimmelhausenově románu se mimo jiné objevují postavy od Hanse Sachse (např. Baltanders v 6. knize Continuatio).

## Děj románu
V částečně autobiografickém románě (autor sám prodělal válku jako voják a při psaní také využil vlastních zkušeností chlapce uneseného rabující soldateskou) vytvořil Grimmelshausen jednak barvitý (mnohdy až dokumentární) obraz zvrácené doby třicetileté války se všemi jejími typickými průvodními zjevy, plundrováním, krutostí, vojácky hrubým humorem, hrami a šprýmy, jednak obraz vývoje lidské osobnosti od dětské zaostalosti prosťáčka nejprostšího (Simplicius Simplicissimus) přes poznání světského života až ke konečnému zakotvení v samotě poustevnictví jako útočišti před krutým světem. 

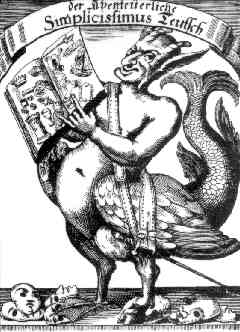
Dobrodružný Simplicius Simplicissimus, frontispis vydání z roku 1668.

Na začátku knihy vypráví hrdina románu o svém selském původu, o rodině a prostinkém životě v izolaci od okolního světa na venkově. Statek, kde žije, je přepaden a vyrabován vojáky, ženy jsou znásilněny a muži mučeni, aby vyzradili, kam ukryli cennosti. Hoch všemu jen přihlíží a nic z toho nechápe (tento dětský pohled na hrůzy třicetileté války je v tehdejší literatuře naprosto ojedinělý). Nakonec se mu podaří uprchnout do lesa, kde jej najde poustevník. Ten se pak o něj dva a půl roku stará, kvůli jeho hlouposti a nevědomosti mu dává jméno Simplicius Simplicissimus, naučí jej však číst a psát a vychová ho v dobrého křesťana. Po poustevníkově smrti se Simpilicius vydá do blízké vesnice, kam chodil s poustevníkem do kostela, najde ji však zpustošenou a plnou mrtvol, Je zajat a uvězněn vojáky, kteří jej považují za špeha. Když však jejich velitel zjistí, že zemřelý poustevník byl jeho švagr, je Simplicius propuštěn a stane se velitelovým pážetem. V této službě se setká s lidskou proradností a neřestmi, a protože opět vše hned nechápe, dostane bláznovský šat (telecí kůži).
Po nějakém čase je Simplicius zajat jinou soldateskou a vystřídá několik pánů. Když se rozhodne zbavit se telecí kůže, najde jen dívčí šaty. Chvíli v nich slouží a protože je hezký i jako děvče, zamiluje se do něj jeho pán i jeho pacholek a dokonce jej chtějí znásilnit místní měšťané. S dalším pánem se dostane do kláštera zvaného Ráj, kde si konečně opatří nové šaty. Je velice úspěšný, dostane přezdívku Zelený myslivec, získá přízeň sedláků, slávu, respekt svých protivníků i velké bohatství. To mu však stoupne do hlavy, žije si na vysoké noze, má sluhu jménem Skočdopole. Stane se z něho sukničkář, ale když je jednou přistižen, musí se oženit. Po čase je o své peníze ošizen a začne se znovu živit jako sluha. Se svým pánem se dostane do Francie, kde se nechává vydržovat ženami. Pak onemocní spalničkami a jeho krásná tvář je zohyzděna. Aby se dostal zpět do Německa, prodává léčivé mastičky. Zjistí, že jeho žena mezitím zemřela, proto se znovu ožení. Jeho nová manželka je líná a zlá, jeho syn je nápadně podobný jejich pacholkovi a pro změnu dítě děvečky je podobné Simpliciovi. Překvapivě se setkává se svým otcem a dovídá se o svém skutečném původu. Muž, kterého považoval za otce, byl jen jeho opatrovník. Simplicius je synem šlechtičny a toho poustevníka z lesa.
Simplicius prožívá celou řadu dalších i fantastických dobrodružství (dostane se na čarodějnický sabat, navštíví jezerního krále). Cestuje také do Ruska, kde vyrábí pro cara střelný prach. Postupně však společensky upadá, stane se z něho loupežník, tulák, žebrák a lhář. Nakonec ztroskotá s lodí, a na ostrově, kam jej vyvrhne moře, zůstane po všem, co prožil, jako poustevník.

## Adaptace

### Hudba
- Johann Strauss mladší: Simplicius (1887), opereta, libreto Victor León.
- Karl Amadeus Hartmann: Des Simplicius Simplicissimus Jugend (1934-1935, Mladý Simplicius Simplicissimus), opera pro komorní orchestr, uvedena 1948, přepracována pro plný orchestr v letech 1956-1957 jako Simplicius Simplicissimus, libretto Hermann Scherchen, Wolfgang Petzer a autor.

### Film
- Des Christoffel von Grimmelshausen abenteuerlicher Simplicissimus (1975, Dobrodružný Simplicissimus Christoffela von Grimmelshausena), čtyřdílný západoněmecký televizní film, ve kterém hrála řada českých herců (např. Milena Dvorská, Květa Fialová, Jiří Kodet, Radovan Lukavský a Milan Mach) režie Fritz Umgelter.
- Simplicius (1999), švýcarský televizní film, režie Thomas Grimm.

## Česká vydání
- Dobrodruhovy paměti, Josef Pelcl, Praha 1916, přeložil a upravil Jiří Vičar, jde o zkrácený překlad románu Dobrodružný Simplicius Simplicissimus.
- Dobrodružný Simplicius Simplicissimus, Ladislav Kuncíř, Praha 1929, přeložil Jaroslav Zaorálek, znovu Vyšehrad, Praha 1951, Naše vojsko, Praha 1959 a Odeon, Praha 1976.
- Vojna, Melantrich, Praha 1953, přeložil Pavel Eisner, svazek, jehož podtitul zní Trilogie z třicetileté války, obsahuje zkrácený překlad Simplicia Simplicissima a dále díla Soldát Skočdopole a Vojanda Libuška (Poběhlice Kuráž),